# Impact Is Imminent
Impact is Imminent – czwarty album studyjny amerykańskiego zespołu thrash metalowego Exodus wydany 21 czerwca 1990 roku przez Capitol Records. Album ten nie odniósł dużego sukcesu, jest przez wielu negatywnie oceniany i znany jest jako najbardziej zapomniany album Exodus.

## Lista utworów
Wszystkie utwory napisał Gary Holt
1. "Impact is Imminent" – 4:20
2. "A.W.O.L." – 5:44
3. "The Lunatic Parade" – 4:14
4. "Within the Walls of Chaos" – 7:45
5. "Objection Overruled" – 4:34
6. "Only Death Decides" – 6:07
7. "Heads They Win (Tails You Lose)" – 7:43
8. "Changing of the Guard" – 6:49
9. "Thrash Under Pressure" – 2:38

## Twórcy
- Steve Souza – Wokal
- Gary Holt – Gitary
- Rick Hunolt – Gitary
- Rob Mckillop – Gitara Basowa
- John Tempesta – Perkusja